# Čaška
Čaška (in macedone Чашка?) è un comune rurale della Macedonia del Nord di 7 673 abitanti (dati 2002). La sede del comune è nella località omonima.

## Geografia fisica
Il comune confina a nord con Studeničani e Zelenikovo, ad est con Veles, Rosoman e Gradsko, ad ovest con Makedonski Brod ed Dolneni, a sud con Kavadarci e Prilep.
Con la riforma delle divisioni amministrative del 2003, i comuni rurali di Bogomila e Izvor sono stati aggiunti al comune di Čaška.

## Società

### Evoluzione demografica
Secondo il censimento nazionale del 2002 il comune conta 13 941 abitanti. I principali gruppi etnici includono:
- Macedoni = 4.395
- Albanesi = 2.703
- Turchi = 391

## Località
Il comune è formato dall'insieme delle seguenti località:
- Banjica (Бањица)
- Bistrica (Бистрица)
- Bogomila (Богомила)
- Busilci (Бусилци)
- Vladilovci (Владиловци)
- Vitanci (Витанци)
- Vojnica (Војница)
- Grabrovnik (Габровник)
- Golozinci (Голозинци)
- Gorno Vranovci (Горно Врановци)
- Gorno Jabolčište (Горно Јаболчиште)
- Dolno Vranovci (Долно Врановци)
- Dolno Jabolište (Долно Јаболчиште)
- Drenovo (Дреново)
- Elovec (Еловец)
- Izvor (Извор)
- Kapinovo (Капиново)
- Krajnici (Крајници)
- Kriva Kruša (Крива Круша)
- Krnino (Крнино)
- Lisiče (Лисиче)
- Martolci (Мартолци)
- Melnica (Мелница)
- Mokreni (Мокрени)
- Nežilovo (Нежилово)
- Novo Selo (Ново Село)
- Omorani (Оморани)
- Oraov Dol (Ораов Дол)
- Oreše (Ореше)
- Otištino (Отиштино)
- Papradište (Папрадиште)
- Plevenje (Плевење)
- Pomenovo (Поменово)
- Popadija (Попадија)
- Rakovec (Раковец)
- Smilovci (Смиловци)
- Sogle (Согле)
- Stari Grad (Стари Град)
- Stepanci (Степанци)
- Teovo (Теово)
- Crešnevo (Црешнево)
- Čaška (Чашка) (sede comunale)

## Fonti
Censimento macedone del 2002